# Enrique Torres (ciclista)
Enrique Torres nacido en Guipúzcoa (España). Fue un ciclista español, profesional entre los años 1934 y 1946, durante los que consiguió 6 victorias.
Es de destacar sus actuaciones en el Campeonato de España de Ciclocrós, en el que logró acabar en seis ocasiones entre los diez primeros, siendo su mejor actuación el tercer puesto del año 1941.

## Palmarés
| 1939 - Alsasua 1941 - Villabona - 3.º Campeonato de España de Ciclocrós | 1942 - Vergara - Beasáin - Villabona 1944 - Rentería |

## Equipos
- Independiente (1934 - 1935)
- Veloz Club (1936 - 1938)
- Umore Ona (1939)
- Fortuna (1940 - 1944)
- Real Sociedad (1945 - 1946)